# Tatrovická lípa
Tatrovická lípa byla nejmohutnější památný strom České republiky. Roste v okrese Sokolov v Karlovarském kraji. Koncem 20. století ale došlo k poškození jejího kmene, takže její rozměry výrazně klesly. Lípa stále žije, i když není v dobrém stavu.

## Základní údaje
- název: Tatrovická lípa
- výška: 23 m[2]
- obvod: 1650 cm (1983)[2], 1122 cm (1998)[2]
- věk: 300 let[2]
- sanace: ano, po rozpadu kmene
- zdravotní stav: 3 (1983)[3], 4 (1998, po poškození)[3]
- souřadnice: 50°16'42.56"N, 12°42'2.81"E

Strom roste vlevo za zatáčkou při cestě severně z obce.

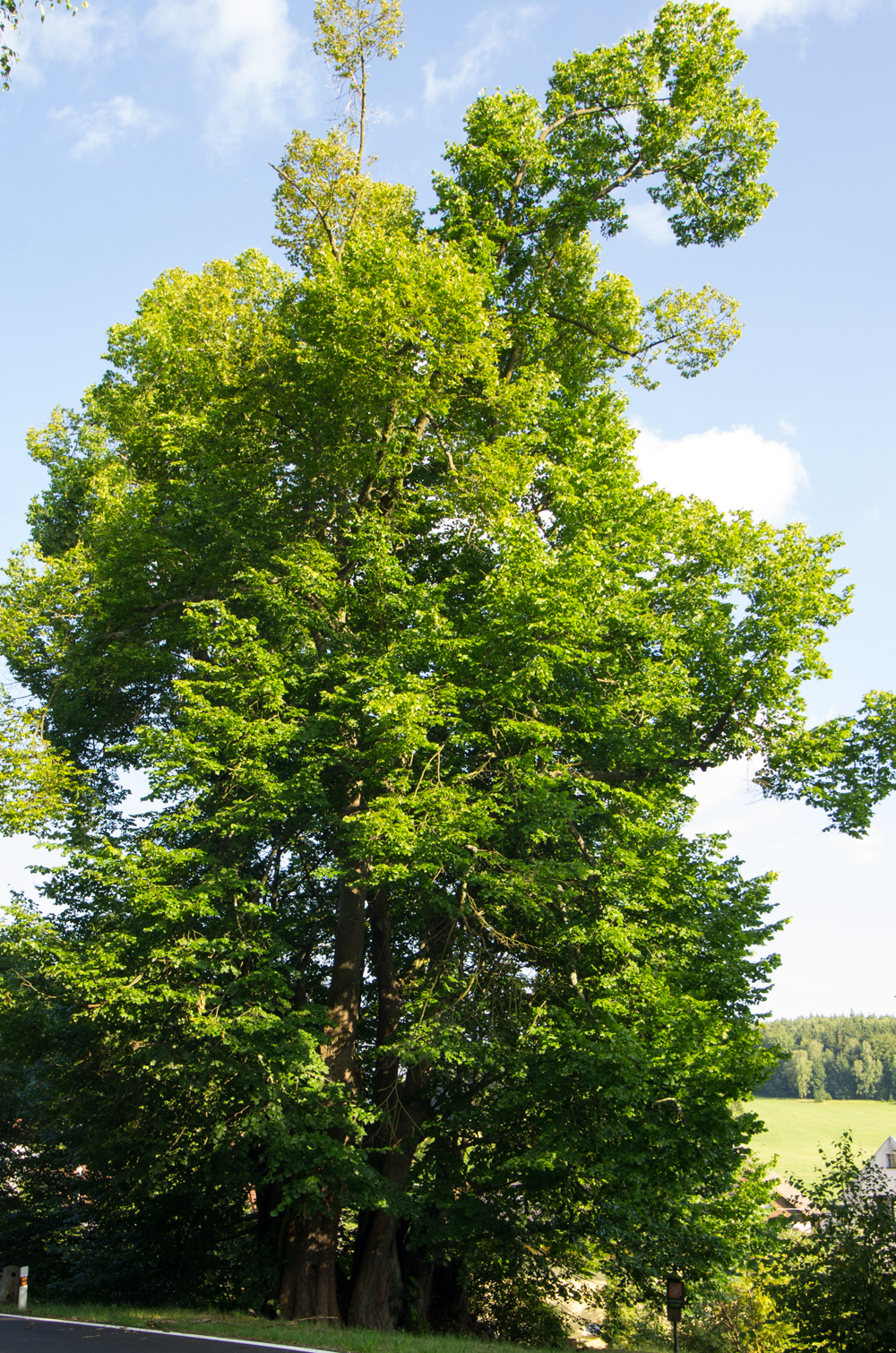
v červenci 2014

## Stav stromu a údržba
Tatrovická lípa vznikla srůstem výmladků původního stromu, jehož kmen se rozpadl. Jelikož výmladky typicky vyrůstají u země, kde byl původní kmen nejširší, dosáhl obvod polykormonu velmi rychle vysokých hodnot. Srostlice tvořená deseti kmeny ale byla poškozena při vichřici roku 1997 (vylomen byl hlavní kmen o obvodu 1145 cm; tři další poškozeny) a obvod klesl na 1122 cm.
I tuto hodnotu je vhodné brát s určitou rezervou, neboť mnohé kmeny jsou oddělené a některé zcela odumřely. V současnosti (2011) drží Tatrovická lípa obvodem kmene mezi našimi stromy čtvrté místo.
Po rozlámání kmene byla provedena sanace zbytku stromu a stažení koruny, přesto není zdravotní stav dobrý.

## Další zajímavosti
Lípa byla roku 1992 jako jeden z 9 stromů České republiky zařazena do katalogu zvlášť cenných stromů na Zemi.

## Památné a významné stromy v okolí
- Tatrovický buk
- Lípa v Křemenité (zanikla)
- Kaasův buk (Dolní Nivy, pod kopcem Kamenný vrch u Křemenité)
- Klen v Mezihorské
- Jirákova lípa (Dolní Nivy, 6 km JZ)
- Topol v zatáčce (6,5 km J)
- Dub ve Vintířově (6,5 km J)